# Michael Fincke
Edward Michael „Mike“ Fincke (* 14. März 1967 in Pittsburgh, Pennsylvania, USA) ist ein US-amerikanischer Astronaut.

## Leben
In Pittsburgh geboren, wuchs Fincke in Emsworth (Allegheny County) auf, das nordwestlich von Pittsburgh am Ohio River liegt. Selbstbewusst nennt sich die Kleinstadt inzwischen „Emsworth: Home of Lt. Col. Mike Fincke“.
Mike Fincke besuchte die Sewickley Academy in Sewickley (Pennsylvania), die er 1985 verließ. Die US Air Force (USAF) bewilligte ihm ein Stipendium, weil er sich verpflichtete, später dort zu dienen. Damit schrieb er sich am Massachusetts Institute of Technology in Cambridge (Massachusetts) ein und studierte Luft- und Raumfahrttechnik. 1989 machte er seinen Bachelor und nahm im Sommer desselben Jahres an einem Studentenaustauschprogramm teil – er lernte einige Monate Raumfahrttechnik am Moskauer Luftfahrtinstitut. Zurück in den Vereinigten Staaten setzte er an der Stanford University in Stanford (Kalifornien) sein Studium im Bereich Luft- und Raumfahrt fort und machte 1990 seinen Master.
Fincke trat nun seinen Dienst in der USAF an. Im Anschluss an sein Pilotentraining wurde er 1991 an die Los Angeles Air Force Base nach Kalifornien versetzt, wo er als Ingenieur am Air Force Space and Missiles Systems Center arbeitete. Bevor er sich 1993 zum Testpiloten schulen ließ, machte er eines seiner Hobbys zum Beruf und studierte am El Camino College in Torrance (Kalifornien) Geologie (Abschluss 1993). 1994 hatte er die Ausbildung an der Test Pilot School der USAF auf der Edwards Air Force Base mit Auszeichnung beendet. Er kam nach Florida an die Eglin Air Force Base, wo er dem gerade gegründeten 39. Flight Test Squadron zugeteilt wurde. Als Flugerprobungsingenieur war er an Verbesserungen der Kampfflugzeuge McDonnell Douglas F-15 und General Dynamics F-16 beteiligt. Im Januar 1996 schickte ihn die Air Force nach Japan. Auf dem Luftwaffenstützpunkt Gifu diente er als Verbindungsoffizier für die US-amerikanische Seite bei dem neuen mit Japan in Kooperation entwickelten Kampfflugzeug XF-2. Auf Basis der F-16 von Mitsubishi gebaut, hatten im März 1996 die Testflüge begonnen.

## Astronautentätigkeit
Fincke, der gerne ihm unbekannte Sprachen erlernt, unter anderem spricht er fließend japanisch und russisch, hatte sich schon als kleiner Junge für Astronomie und Raumfahrt interessiert. Oft war er am lokalen Planetarium zu finden, um seinen Wissensdurst zu stillen. Seit er denken konnte, wollte er Astronaut werden. Um an das Wissen in Büchern und Illustrierten zu kommen, hatte er sich das Lesen selbst beigebracht, bevor er in die Grundschule kam.
Mike Fincke wurde mit der 16. Astronautengruppe der NASA im Mai 1996 ausgewählt, als er noch in Japan stationiert war. Die zweijährige Grundausbildung für ihn und seine 43 Mitschüler (10 Piloten, 25 Missionsspezialisten und 9 internationale Anwärter) begann im August 1996. Seit Herbst 1998 ist er ein vollwertiger Missionsspezialist. Es folgte ein Einsatz als CapCom für die Internationale Raumstation (ISS) im russischen Sternenstädtchen bei Moskau.
Im Juli 1999 wurde Fincke als Bordingenieur zusammen mit Gennadi Padalka und Stephen Robinson in die ISS-Ersatzmannschaft der vierten Stammbesatzung berufen. Nach seinem Training ging Fincke in die USA zurück, um erneut zu studieren. Im Jahr 2001 verlieh ihm die University of Houston Clear Lake, in unmittelbarer Nähe zum Johnson Space Center gelegen, einen Master in Astrogeologie. Anschließend wurde ihm erneut die Position eines Bordingenieurs in einer Backup Crew übertragen (sechsten ISS-Mannschaft mit Salischan Scharipow). Während des Trainings qualifizierte er sich als Copilot zur Führung von Sojus-Raumschiffen.
Mitte März 2002 wurde Mike Fincke erstmals für eine Hauptbesatzung nominiert. ISS-Expedition 9 sollte aus drei Mann bestehen: neben Padalka als Kommandant sollten Fincke und Oleg Kononenko als Bordingenieure fliegen. Nach dem Unglück der Columbia im Februar 2003 wurde die Besatzungsstärke der ISS aus Versorgungsgründen auf zwei Personen reduziert. Das hatte Auswirkungen auf alle bis dahin ernannten Mannschaften. Als der Flug im April 2004 schließlich startete, war Kononenko nicht dabei. Mit 37 Jahren war Fincke der jüngste Bewohner, der sich bis dahin an Bord der ISS aufgehalten hatte.
Fincke stellte während seines Aufenthalts in der Station eine weitere Erstleistung auf: Er wurde der erste Raumfahrer, der während seiner Mission Vater wurde. Am 18. Juni 2004 brachte seine Frau eine Tochter zur Welt. Obwohl er nicht selbst bei der Geburt dabei sein konnte, war er per Satellitentelefon mit seiner Frau im Krankenhaus verbunden. Nur sechs Tage später musste er wieder Höchstleistungen vollbringen, denn der erste Ausstieg (EVA) stand an. Wegen eines Problems mit Finckes Raumanzug, musste das Vorhaben nach nur einer viertel Stunde abgebrochen werden. Die drei weiteren EVAs eine Woche darauf, Anfang August und Anfang September verliefen alle nach Plan. Fincke und Padalka kehrten nach sechs Monaten Ende Oktober 2004 zur Erde zurück.
2006 gehörte Fincke als Ersatzbordingenieur der ISS-Expedition 13 an, bevor er im Februar 2007 zum Kommandanten von Expedition 18 berufen wurde. Am 12. Oktober 2008 startete er mit Sojus TMA-13 zu seinem zweiten Langzeitaufenthalt auf der ISS, die Landung erfolgte am 8. April 2009.
Am 11. August 2009 wurde Fincke für die Shuttle-Mission STS-134 nominiert. Der Start zu dieser letzten Mission der Raumfähre Endeavour fand am 16. Mai 2011 statt, die Landung am 1. Juni.
Ab 2013 war Fincke Assistent des Leiters der Abteilung für Kommerzielle Besatzungen der NASA und arbeitete eng mit Boeing und SpaceX zusammen, die beide ein neues Raumschiff entwickelten. Am 22. Januar 2019 wurde Fincke überraschend für die Mannschaft der Mission Boe-CFT nominiert, des ersten bemannten Flugs des Raumschiffs CST-100 Starliner. Er ersetzte Eric Boe, der aus gesundheitlichen Gründen aus der Mannschaft genommen wurde. Im Mai 2022 wurde er allerdings von der NASA durch Sunita Williams ersetzt.
Seine nächste Zuteilung zu einem Raumflug erfolgte am 27. März 2005, als er als Pilot der Mission SpaceX Crew-11 bekannt gegeben wurde. Unter dem Kommando von Zena Cardman flog er am 1. August 2025 zusammen mit Kimiya Yui und Oleg Platonow zur ISS und soll dort mehrere Monate verbringen. Ein Rückkehrdatum steht noch nicht fest.

## Schauspielerei
Mike Fincke hatte einen Gastauftritt in einer Fernsehserie: In der letzten Folge der vierten Staffel von Star Trek: Enterprise mit dem Titel „Dies sind die Abenteuer...“ („These Are the Voyages...“, in den USA am 13. Mai 2005 erstmals ausgestrahlt) spielt Fincke einen Techniker, der gerade an den sogenannten Deuteriumfiltern arbeitet. Chefingenieur Tucker, gespielt von Connor Trinneer, weist ihn an, schneller zu arbeiten. Scott Bakula, der den Enterprise-Captain Archer verkörpert, hatte Kontakt zu Fincke aufgenommen und ihm einige Episoden mitgegeben, die sich Fincke und Padalka auf der ISS ansahen. Bakula lud Fincke in einem Funkgespräch während des Fluges ein, eine Gastrolle zu übernehmen. Fincke sagte zu. Die Dreharbeiten fanden Ende Februar 2005 statt.

## Privates
Fincke ist verheiratet und hat drei Kinder.